# آهنگ عشق مخفی
«ترانه عشق مخفی» (انگلیسی: Secret Love Song) آهنگی است که توسط گروه دخترانه بریتانیایی لیتل میکس با همکاری خوانندهٔ آمریکایی، جیسون درولو منتشر شده‌است. این آهنگ به‌عنوان سومین تک‌آهنگ از سومین آلبوم استودیویی لیتل میکس، توسط سایکو میوزیک و کلمبیا رکوردز منتشر شد.